# Pantalla 3D
Una pantalla 3D o pantalla tridimensional es una pantalla de video que reproduce escenas tridimensionales y poder mostrarlas como imágenes 3D por ejemplo, en la televisión 3D y los monitores de ordenador 3D. Hay dos sistemas destacados para visualizar contenidos 3D: estereoscópicos y autoestereoscópicos. Los primeros necesitan unas gafas especiales, mientras que los otros permiten disfrutar de la sensación 3D sin ningún tipo de gafas.

## Principios físicos de la visión 3D

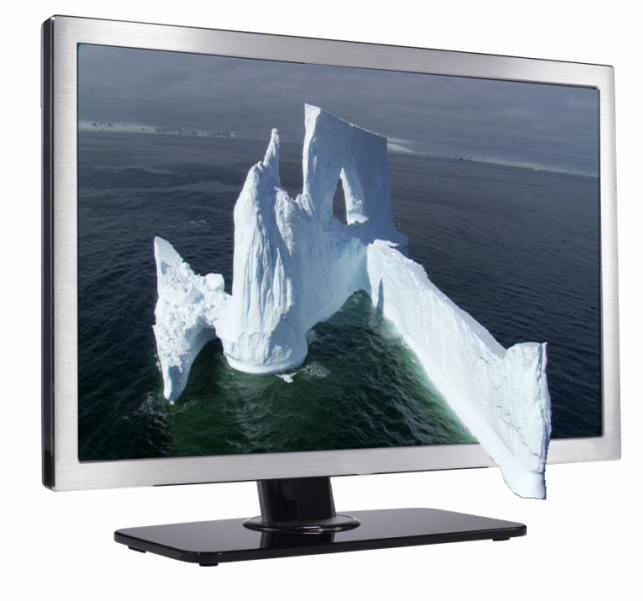
Pantalla 3D.

El sistema visual humano es un sistema binocular, es decir, disponemos de dos sensores (ojos) que, debido a su separación horizontal, reciben dos imágenes de una misma escena con puntos de vista diferentes. Mediante estas dos vistas el cerebro crea una sensación espacial. A este tipo de visión se le llama visión estereoscópica, en la que intervienen diversos fenómenos. Cuando observamos objetos muy lejanos, los ejes ópticos de los ojos son paralelos. Cuando observamos un objeto cercano, los ojos giran para que los ejes ópticos estén alineados sobre el mismo, es decir, convergen. Asimismo, se produce el acomodo o enfoque para ver nítidamente el objeto. Al conjunto de este proceso se le llama fusión. Un factor que interviene directamente en esta capacidad es la separación interocular. A mayor separación entre los ojos, mayor es la distancia a la que apreciamos el efecto de relieve.
Para visualizar correctamente un contenido 3D sería necesario:
- Evitar la sensación de mareo.
- El usuario no debe tener que hacer un esfuerzo para adaptarse a la sensación 3D, sino que esta sensación tiene que ser natural.
- La sensación 3D debe ser nítida y constante a lo largo de todas las figuras y especialmente en los contornos de los objetos.
- El sistema debe ser lo más independiente posible del ángulo de visión del usuario.

## Evolución
Los pioneros en el estudio de la estereoscopia fueron Euclides, astrónomo griego, y Leonardo da Vinci, pintor italiano, que ya en su época observaron y estudiaron el fenómeno de la visión binocular. Pero para encontrar el primer dispositivo hay que remontarse al año 1838, cuando el físico escocés Sir Charles Wheatstone construyó un aparato con el que se podía apreciar el fenómeno de la visión estereoscópica. Ya en los años 50 se intentó la explotación comercial de películas 3D, pero dada la mala calidad de los contenidos no tuvo mucho impacto. Fue en los años 80 cuando se consiguieron resultados más espectaculares, con sistemas de gran formato de película, como el del IMAX, que consiguen imágenes de alta resolución en grandes pantallas. Así pues, la imagen tridimensional en movimiento no es novedad de ahora, y ya en los cines antiguos se proyectaban algunas películas tridimensionales que funcionaban emitiendo dos películas diferentes, cada una con un tinte de diferente color. Al ponernos unas gafas de estos colores (una en cada ojo), cada ojo veía una parte de la película, dejando "invisible" la otra, por lo que se obtenía una visión estereoscópica, dando sensación de profundidad. Con el avance de la tecnología, la técnica se fue perfeccionando, creando sistemas que hacían más o menos lo mismo, pero mejor. Así, existen gafas con polarización vertical en un ojo y horizontal en el otro que obtienen un efecto más real que con la polarización por colores. Sin embargo, estos sistemas no son cómodos ni prácticos, de manera que con la aparición de nuevas técnicas se ha logrado obtener pantallas que transmiten la sensación de profundidad sin necesidad de ningún complemento visual.

## Descripción
Una pantalla 3D es capaz de transmitir diferente información en cada ojo, consiguiendo así el efecto estereoscópico que a su vez, consigue el efecto de profundidad de la imagen. Este efecto se puede conseguir de dos maneras, mediante el uso de gafas (sistemas estereoscópicos) y sin ningún tipo de accesorio (sistemas autoestereoscópicos).

### Sistemas estereoscópicos
Este tipo de sistemas necesitan el uso de gafas para una correcta visualización. Su funcionamiento se basa en que se emiten dos imágenes diferentes (captadas con una cámara esteroscópica), y cada ojo capta una mediante las gafas, para así tener una sensación de profundidad. A continuación veremos los diferentes tipos de gafas:
- Anaglifos: los anaglifos son las gafas con un cristal de cada color que todo el mundo asocia al cine en 3D. Es el método más conocido, y también el primero en ser utilizado no sólo de forma anecdótica.

- Gafas polarizadas: son gafas con un cristal polarizado horizontalmente y otro verticalmente, mientras que en la pantalla se proyectan las dos imágenes, una polarizada de cada manera.

- Shutter Glasses: lo que permite que se pueda utilizar en casa es que en lugar de proyectarse imágenes con luz polarizada, se exponen alternativamente las dos imágenes. Para poder enviar una diferente a cada ojo del espectador lleva unas gafas con un obturador de cristal líquido (LCS), de forma sincronizada con la pantalla, las gafas hacen que las lentes sean transparentes u opacas, en función de la imagen que está proyectando.

### Sistemas autoestereoscópicos
La idea es muy parecida a la de las pantallas que requieren de gafas para ver en tres dimensiones. Se trata de conseguir que la pantalla emita una imagen para el ojo izquierdo y otra por el derecho, y esto se realiza mediante una barrera de paralaje que interrumpe el haz de luz selectivamente para que cada imagen vaya en el ojo que le corresponde.

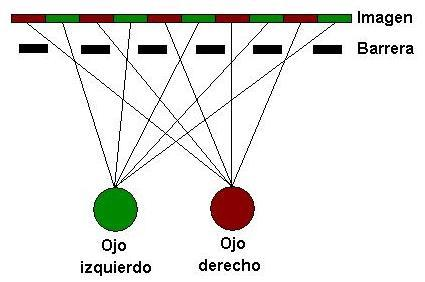
La barrera de paralaje consiste en una rejilla vertical fina puesta delante de una imagen especialmente diseñada. Cada abertura actúa como una ventana a un fragmento de la imagen.

El problema se presenta cuando los ojos del usuario cambian de posición, es decir, cuando se cambia el ángulo de visión. Para evitar este efecto algunas compañías que están investigando sobre esta tecnología optan por hacer que sólo una posición sea la correcta para poder apreciar el efecto tridimensional, mientras que otros incorporan un detector de posición de los ojos del observador para que el efecto sea válido aunque se mire con un ángulo respecto a la perpendicular de la pantalla. Los displays 3D que se utilizan para realizar la representación de los contenidos 3D pueden ser divididos según la técnica empleada para dirigir las vistas izquierda y derecha en el ojo apropiado: unos necesitan dispositivos ópticos cerca de los ojos, y por el contrario, otros tienen este proceso integrado en el mismo display. Estos últimos, de visión libre (free-viewing o FTV), son los llamados autoestereoscópicos. El hecho de que el usuario no necesite incorporar ningún elemento hace que estos despierten un gran interés.

## Problemática
Una pantalla 3D es un sistema multivisión. Los sistemas multivisión son reconocidos generalmente por proporcionar una reproducción superior de la imagen 3D porque la imagen visible cambia con el punto de vista del observador en relación con la pantalla.
Con tal de exagerar la sensación de profundidad en imágenes estereoscópicas 3D, es posible aumentar el número de vistas, de modo que la imagen pueda ser observada desde varias posiciones. Sin embargo, el problema radica en que un aumento del número de vistas provoca una pérdida de resolución, dado que el número de píxeles que se pueden colocar en una pantalla de cristal líquido es limitado.
Las pantallas convencionales multivisión emplean en general tres lentes lenticulares diseñadas para cubrir un ancho de visión de 62 a 65 mm, una distancia equivalente a la separación media entre ojos de una persona. Sin embargo, estas pantallas 3D aún presentan algunos problemas relacionados con los siguientes aspectos:
- Zona de visión: Las imágenes en las pantallas 3D comunes diseñadas con un ancho de visión de 62 a 65 mm pueden aparecer incorrectas y resultar incómodas a menos que se vean de frente y desde una determinada distancia, ya que los ojos pueden detectar una imagen 2D en algunas partes de la pantalla. Es por este motivo que actualmente se trabaja en optimizar el ancho de visión para que se reduzca la aparición de imágenes 2D y permita que las imágenes 3D puedan visualizarse con un campo de visión más amplio.

- Pérdida de resolución: Para resolver el problema de la pérdida de resolución en las pantallas multivisión se puede utilizar una tecnología de procesamiento de imágenes llamada step 3D pixel array (mejora de la formación de píxeles 3D), actualmente ya probada por algunas compañías. Esta técnica tiene en cuenta la sensibilidad del ojo humano a la pérdida de resolución en la dirección horizontal. Al minimizar la degradación de la resolución horizontal del píxel, se mejora la calidad de la imagen para ofrecer a los espectadores imágenes 3D de mayor definición y más vivas.

Se ha visto pues que el efecto tridimensional presenta todavía poca estabilidad (depende de la posición del espectador) y la resolución de la imagen es escasa. La captación directa de la imagen real con este sistema requeriría un dispositivo multicámara, y este es un tema de investigación actual.

## Algunas tecnologías
Existen varios tipos de tecnologías, algunas ya disponibles comercialmente:
- Displays autoestereoscópicos o de paralaje: son pantallas de ordenador similares a las tradicionales, en las que no es necesario el uso de gafas polarizantes o filtros de colores. Algunos sistemas disponen de obturadores selectivos que muestran sólo las columnas de píxeles que corresponden a la imagen de uno de los ojos, obturando las que corresponden al otro, para la posición de la cabeza del usuario. Por ello suelen estar asociados a sistemas de seguimiento de la cabeza por infrarrojos.

- Displays volumétricos: son sistemas que presentan la información en un determinado volumen. Al igual que una pantalla de TV es capaz de iluminar selectivamente todos y cada uno de los píxeles de su superficie, un display volumétrico es capaz de iluminar todos los píxeles en 3D que componen su volumen. Hay tres tipos principales:
  - Espejo varifocal: Una membrana espejeada oscila convirtiéndose en un espejo de distancia focal variable que refleja la imagen de una pantalla. Sincronizando la imagen que se muestra en la pantalla con la potencia óptica del espejo se puede barrer cualquier punto de un volumen determinado. Un sistema bastante experimental todavía
  - Volumen emisivo: Un determinado volumen ocupado por un medio capaz de emitir luz en cualquier parte de su interior como resultado de una excitación externa, por ejemplo mediante láser de diferentes longitudes de onda. Muy experimental, la gran dificultad es encontrar el material apropiado.
  - Pantalla rotativa: Una pantalla plana gira a una velocidad de alrededor de 600 rpm. Para cada uno de un conjunto predeterminado de posiciones angulares de la misma un sistema espejos proyecta sobre ella la imagen del objeto tal como corresponde a la perspectiva asociada a dicho ángulo. El resultado final es la imagen 3D de un objeto que podemos ver desde 360 grados.

## Métodos de distribución espacial para dar sensación 3D
La mayoría de los monitores free-viewing producen un limitado número de vistas (como mínimo dos). En este caso, la única forma de dar una sensación 3D consiste en hacer una distribución espacial de las distintas vistas. Algunos de los métodos más destacados son:
- Electroholográficos: Estos displays, actualmente en fase de investigación, pueden grabar y reproducir las propiedades de las ondas de luz (amplitud, longitud de onda y fase). Este proceso, en caso de realizarse de forma perfecta, sería el ideal para sistemas de visión libre 3D.
- Volumétricos: Estos displays crean la sensación de inmersión proyectando la información 3D dentro de un volumen. Estos sistemas típicamente presentan problemas de resolución además de necesitar mucho ancho de banda. Este tipo de displays se actualmente encuentra en fase de investigación.
- Multiplexado por direccionamiento: Se aplican efectos ópticos como la difracción, refracción, reflexión y oclusión para redirigir la luz emitida por los píxeles de distintas vistas al ojo apropiado. Existen diversos tipos, pero los más destacados (debido a que están más desarrollados tecnológicamente) son los basados en la refracción y en oclusión.
  - Oclusión: Debido al efecto parallax (paralaje), partes de la imagen son ocultadas a un ojo y visibles para el otro. Existen diversos tipos dependiendo del número de hendiduras y de la posición de colocación de la barrera, que puede estar enfrente o detrás de la pantalla. Las pantallas con barrera de parallax detrás del display ya se pueden encontrar en el mercado en monitores tanto de PC como de portátiles. Como se observa en la siguiente figura, la barrera de parallax es la encargada de redirigir los haces de luz (y no la imagen en si), al ojo adecuado. El problema que tiene este tipo de displays es que la posición de visualización es muy estricta siendo posible su uso sólo para una persona.

## Actualidad
En los últimos tiempos las industrias como la cinematográfica y la de videojuegos, han incrementado la demanda de sistemas 3D que proporcionan un nivel de emoción superior al que ofrecen las imágenes bidimensionales. Las pantallas convencionales de 3D no están a la altura de esta demanda, debido a las limitaciones mencionadas en el campo de visión y a la baja resolución que ofrecen.

## Integración de serie
Actualmente las principales marcas que fabrican televisiones en 3D son: LG Electronics, Samsung, Sony, Panasonic, Philips, Recco, etc.
Los televisores y monitores de ordenador de mayores pulgadas de los principales fabricantes (Samsung, LG...) llevan 3D de serie en todos los modelos y comienzan a ofrecer como opcional en los de gama superior el que la visión 3D sea sin gafas (autoestereoscópica).
Por otro lado, los fabricantes comienzan a ofrecer televisores y monitores también del rango que parte de las 20 pulgadas, para cubrir así el hueco existente entre los televisores grandes y las consolas 3D.